# 埼玉医科大学病院抗がん剤過剰投与事件
埼玉医科大学病院抗がん剤過剰投与事件（さいたまいかだいがくびょういん こうがんざい かじょうとうよじけん）とは、2000年に発生した医療事故である。主治医・指導医・診療科長であった同大教授が刑事責任を問われた。

## 概要
2000年9月25日、右あご下腫瘍治療のために埼玉医科大学総合医療センターに入院した埼玉県鴻巣市の女子高生（当時16歳）が、化学療法の一つである「VAC療法」（硫酸ビンクリスチン・アクチノマイシンD・シクロフォスファミドを組み合わせる療法）を受ける際、硫酸ビンクリスチン2mgを週1回・12週間にわたって投与されるべきところを、医師の文献の誤読により1週間連続で投与された。その結果、患者は同年10月7日に多臓器不全で死亡した。
事故後、埼玉医科大学総合医療センターが川越警察署に死亡事故として連絡し、事件が発覚した。

## 刑事責任
埼玉県警は、主治医、診療科長であった同大教授、指導医、研修医の4人を業務上過失致死の疑いで書類送検した。研修医以外の3人については死亡診断書にうその記載をした虚偽診断書作成・同行使容疑も加えられた。さいたま地検は、主治医、指導医、教授の三名を業務上過失致死罪で起訴した。しかし虚偽の死亡診断書作成については刑事責任を問われなかった。検察審査会は虚偽診断書作成に関する不起訴処分を不当とする議決をしたが、さいたま地検は2003年8月26日、再度不起訴処分とする決定を下した。
刑事責任に関しては、さいたま地裁での2003年3月20日の一審判決で、主治医は禁固2年執行猶予3年が確定。指導医は罰金30万円、診療科長だった教授に対しては20万円の罰金刑が言い渡された。指導医に加え、診療科長の管理責任までが認められた刑事判決は異例の事であったが、検察側が量刑を不当として、診療科長が無罪を主張して控訴した。
東京高裁は同年12月24日、診療科長に禁固1年執行猶予3年、指導医に禁固1年6ヶ月執行猶予3年の有罪判決を下した。診療科長は判決を不服としてさらに上告したが、2005年11月15日、最高裁第一小法廷（甲斐中辰夫裁判長）は上告を棄却し刑が確定した。

## 民事訴訟
死亡した女子高生の遺族は、2001年5月18日に埼玉医大と元主治医ら6人に計約2億3,000万円の損害賠償を求めた民事訴訟を行った。民事訴訟では、事故の真相解明と、事故の隠蔽行為が争点となった。
さいたま地裁は2004年3月24日に、主治医、指導医、診療科長の医師三名に約7,600万円の賠償を命じたが、事故の隠蔽については、遺族側の訴えを退けた。これに対し、両親は直ちに控訴した。東京高裁は、2005年1月27日、虚偽の死亡診断書を作成した不法行為の責任を認め、約8,370万円の支払いを命ずる判決を下した。この判決に対して、原告・被告の双方が上告するが、同年9月30日、最高裁第二小法廷（津野修裁判長）は上告を棄却し、2審判決が確定した。

## その後
事件後、厚生労働省は主治医に対して、2004年4月1日から2007年9月30日までの3年6ヶ月間の医業停止の行政処分を決めた。主治医はこの処分を不服として、厚生労働大臣を相手取っての処分の取り消しを求める行政訴訟を起こしたが、最高裁でもその主張が認められることはなかった。主治医は2013年現在、静岡の病院で勤務しているという。

## 関連書籍
- 出河雅彦『ルポ 医療事故』朝日新聞出版、ISBN 978-4-02-273268-2